# Paul Steffen
Paul Steffen (Esch-sur-Alzette, 17 gennaio 1930 – Esch-sur-Alzette, 27 gennaio 2017) è stato un calciatore lussemburghese, di ruolo portiere.

## Carriera

### Club
Ha sempre giocato nel campionato lussemburghese.

### Nazionale
Ha rappresentato la Nazionale del suo paese alle Olimpiadi del 1948.

## Palmarès

### Club

#### Competizioni nazionali
- Campionato lussemburghese: 4

Jeunesse Esch: 1953-1954, 1957-1958, 1958-1959, 1959-1960
- Coppa del Lussemburgo: 1

Jeunesse Esch: 1953-1954